# Dog Hillock
Dog Hillock är ett berg i Storbritannien.   Det ligger i kommunen Angus och riksdelen Skottland, i den norra delen av landet, 600 km norr om huvudstaden London. Toppen på Dog Hillock är 720 meter över havet.
Terrängen runt Dog Hillock är huvudsakligen kuperad. Runt Dog Hillock är det ganska glesbefolkat, med 32 invånare per kvadratkilometer. Närmaste större samhälle är Kirriemuir, 16,4 km söder om Dog Hillock. I omgivningarna runt Dog Hillock växer i huvudsak blandskog.